# Franklinit

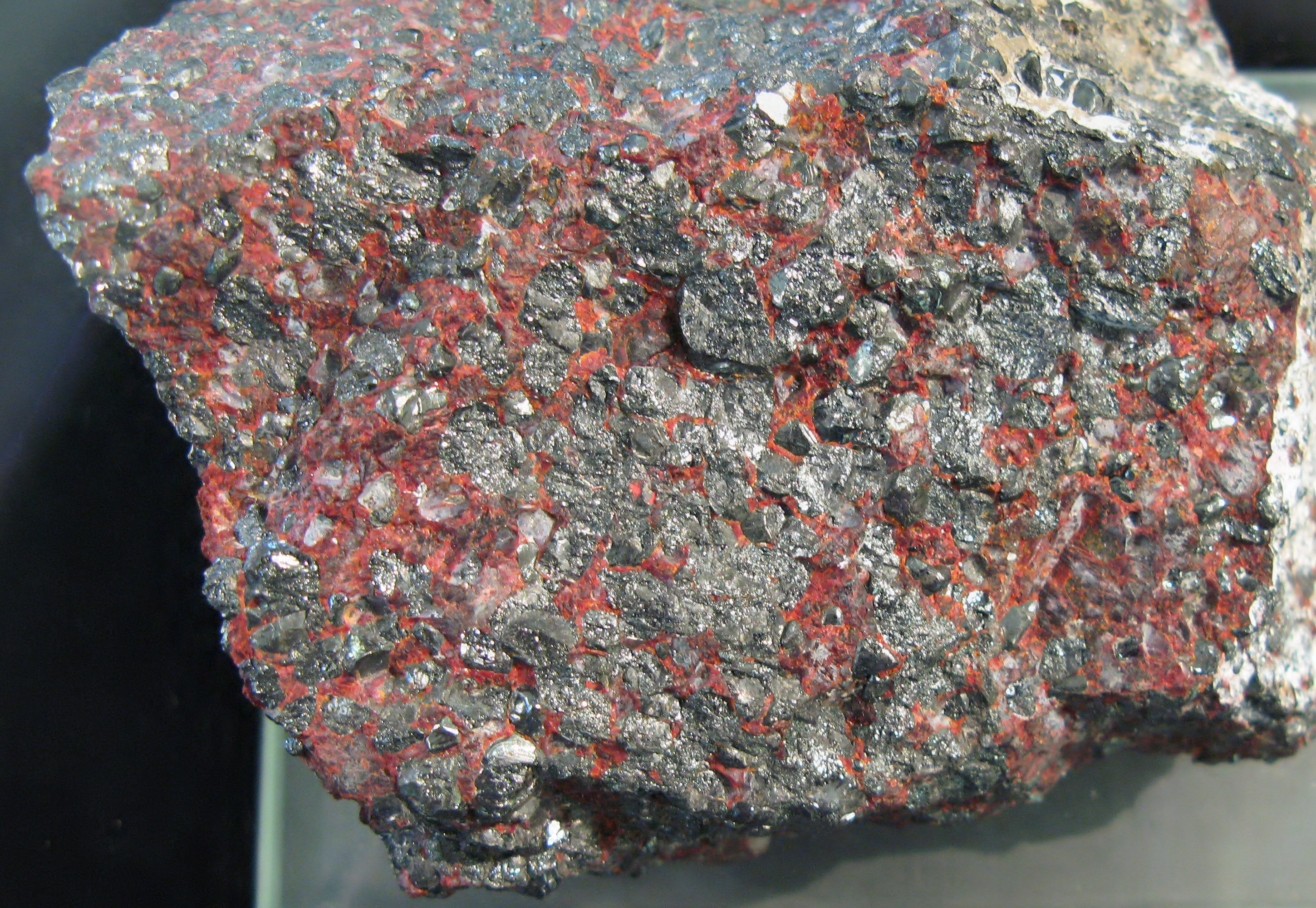
Franklinit

A franklinit egy ásvány, a spinellcsoport tagja. Gyakran lekerekített élű oktaéderek és szemcsés halmazok formájában jelenik meg. Oktaéderes, legömbölyödött, kristályai nagyok, néha több cm-esek is lehetnek. Színe fekete, vörösesbarna, fekete karccal. A franklinit opak, fémfénnyel. Keménység: 5½-6½ .

## Neve
Tisztelgés Benjamin Franklin előtt (kinek nevét a lelőhely is viselte). 1819-ben Pierre Berthier nevezte el a típus New Jersey állambeli Franklin Furnace lelőhelyéről. Silliman (1920) fordította le Berthier cikkét, és mint írta: „Mivel a kémiai nómenklatúra nem tud minden esetben nevet adni, javaslom, hogy a Franklinit nevet adjuk neki, hogy emlékeztessünk arra, hogy először találták meg egy olyan helyen, amelynek az amerikaiak egy nagy ember nevét adták, és akinek a nevét a tudomány és az emberiség minden barátja ugyanúgy tiszteli Európában, mint az Újvilágban.”

## Képződés
Metamorfizált mészkövek és dolomitok cinkérctelepeinek ásványa. Számos más ásványhoz csatlakozik, pl. kalcit, willemit, cinkit, rodonit és gránát.

## Vizsgálat
Ez az ásvány gyengén mágneses. Lángban melegítve nem olvad, de erősen mágneses lesz. Sósavban pezsgés nélkül oldódik.